# Tatsuo Yamada
Tatsuo Yamada (山田 辰夫, Yamada Tatsuo), né le 10 janvier 1956 à Toyama - mort le 26 juillet 2009, est un acteur japonais surtout connu pour son rôle dans le film Crazy Thunder Road de Gakuryū Ishii (1980),.

## Filmographie partielle

### Cinéma
- 1980 : Crazy Thunder Road (狂い咲きサンダーロード, Kuruizaki sandā rōdo?) de Sōgo Ishii : Hitoshi
- 1980 : Tekkihei, tonda (鉄騎兵、跳んだ?) de Keiichi Ozawa
- 1981 : Love Me Strong... Love Me Hard (もっと激しくもっとつよく, Motto hageshiku motto tsuyoku?) de Noboru Tanaka : Tatsuya Makieda
- 1981 : Yokohama BJ būrusu (ヨコハマBJブルース?) d'Eiichi Kudō : Yoshio
- 1982 : Kyōdan (凶弾?) de Tōru Murakawa : Seiichi Uchiyama
- 1983 : Shinguru garu (シングルガール?) de Tōru Murakawa : Yamada
- 1984 : Sukanpin wōku (すかんぴんウォーク?) de Kazuki Ōmori : Yoshio Kaizuka
- 1984 : Futago-za no onna (双子座の女?) de Shingo Yamashiro (en) : Owada
- 1985 : Le Sang du dragon (聖女伝説, Seijo densetsu?) de Tōru Murakawa : Kudo
- 1986 : Saya no iru tōsizu (沙耶のいる透視図?) de Seiji Izumi (ja) : Mitsuru Shima
- 1986 : Bokuno onna ni teodasuna (ボクの女に手を出すな?) de Shun Nakahara (ja) : Yūsuke Aida
- 1987 : Sayonara no onnatachi (「さよなら」の女たち?)  de Kazuki Ōmori : Masashi Ikeda
- 1987 : Welter (ウェルター, Werutā?) d'Osamu Murakami
- 1988 : Revolver (リボルバー, Riborubā?) de Toshiya Fujita : Shinji Ishimori
- 1988 : Yojo no jidai (妖女の時代?) de Shun'ichi Nagasaki
- 1988 : Dokushin apāto: Dokudami-sō (独身アパート どくだみ荘?) d'Abe Seika : Boxeur Kaneko
- 1993 : Evil Dead Trap 3: Broken Love Killer (ちぎれた愛の殺人, Chigireta ai no satsujin?) de Toshiharu Ikeda : Muto
- 1995 : Another Lonely Hitman (新・悲しきヒットマン, Shin kanashiki hittoman?) de Rokurō Mochizuki
- 1995 : Bad Guy Beach de Shō Aikawa
- 1995 : Berlin (ベルリン?) de Gō Rijū (ja) : Yamazaki
- 1998 : Blues Harp de Takashi Miike
- 2000 : Whiteout (ホワイトアウト, Howaitoauto?) de Setsurō Wakamatsu
- 2001 : Chloé (クロエ, Kuroe?) de Gō Rijū (ja) : Manager
- 2002 : When the Last Sword Is Drawn (壬生義士伝, Mibu gishi den?) de Yōjirō Takita : Sasuke
- 2003 : Eau de vie (オー・ド・ヴィ?) de Tetsuo Shinohara
- 2004 : Riyū (理由?) de Nobuhiko Ōbayashi : Shinji Koito
- 2004 : Tokyo Noir
- 2004 : Is A. : Nagai
- 2005 : Ashura-jō no hitomi
- 2005 : Itsuka dokusho suruhi
- 2005 : Scrap Heaven : le père de Tetsu
- 2006 : Houkyou monogatari
- 2006 : Nihon chinbotsu
- 2006 : Uōtāzu
- 2007 : Batterii : Kusanagi
- 2007 : Bizan : Kenichi Matsuyama
- 2008 : Aihyōka: Chi-manako
- 2008 : Departures (おくりびと, Okuribito?) de Yōjirō Takita, : Togashi
- 2008 : Sono hi no mae ni : le père de Toshiko
- 2008 : Yokohama Ankokugai Kaen
- 2008 : Yokohama Ankokugai Kikyou
- 2009 : Daikō no susume
- 2009 : Shizumanu taiyō : Yasuo Furumizo

### Télévision
Séries télévisées
- 1990 : Heisei karaoke no ran
- 1993 : Run
- 1994 : Shiro no jouken
- 1996 : Haruchan : Wada
- 2002 : Kyūkyū kyūmeishi Makita Saori
- 2007 : Peke Pon : lui-même
- 2009 : Hissatsu shigotonin 2009

Téléfilms
- 1986 : Miyuki
- 1992 : Saigo no drive
- 1993 : Tokyo Blood
- 2002 : Sabu : Ryojiro Kojima
- 2008 : Onsen maruhi daisakusen 5
- 2009 : Kariya keibu series 6: Kieta hanayome

## Distinctions
Sauf indication contraire, les informations mentionnées dans cette section peuvent être confirmées par la base de données cinématographiques IMDb,  présente dans la section « Liens externes ».

### Récompenses
- 1980 : Hōchi Film Award du meilleur nouvel acteur pour Crazy Thunder Road et Tekkihei, tonda[3]
- 1981 : prix du meilleur nouvel acteur pour Crazy Thunder Road au Festival du film de Yokohama